# Michael Leitermeyer
Michael Leitermeyer (Viena, 21 d'abril de 1799-Viena, 3 de març de 1867) va ser un director de cor i organista d'Àustria.

## Biografia

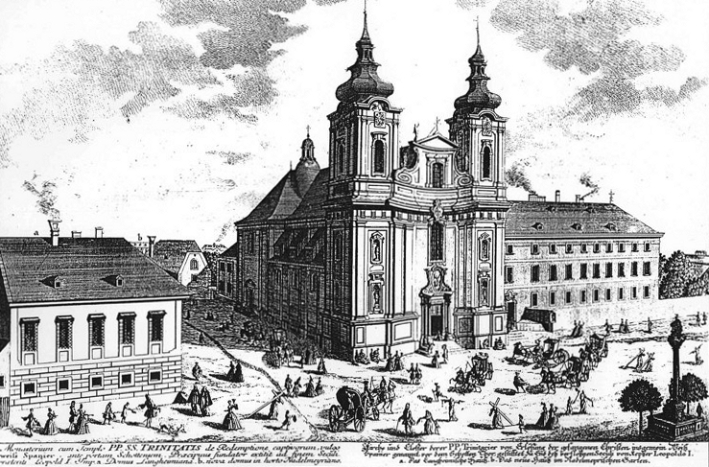
Església on Leitermeyer va passar part de la seva vida com a director de cor.

La major part de la seva vida professional va transcórrer en el districte d'Alservorstadt de Viena, on dirigia el cor de l'església de la Santíssima Trinitat d'Alser (Alserkirche; s'observa en el gravat de l'esquerra), molt popular en aquesta època, a més de ser on es va celebrar la cerimònia de la mort de Ludwig van Beethoven en 1827.
Leitermeyer era amic de juventud del compositor Franz Schubert, així com del seva família, uns llaços els quals es van veure plasmats en algunes obres pictòriques com la que apareix Leitermeyer al costat de la seva dona i filla, a més del germà menor Schubert, Ferdinand, també es van traslladar en el terreny professional, amb col·laboracions conjuntes o encàrrecs del director Leitermeyer a Schubert. Un d'aquests encàrrecs del director vienés, va anar a inicis de la dècada de 1920, quan Leitermeyer va encarregar a Schubert una obra religiosa nova per poder portar a la seva església parroquial, el treball final de la qual va prendre forma sota el nom de missa núm. 6. No obstant, la mort del compositor austríac en 1928 va fer que no pogués veure la seva pròpia obra representada. En el seu lloc, el germà petit de Schubert, Ferdinand, va ser qui va fer que finalment pogués ser estrenada a l'església d'Alser, tal com estava projectat des de li'inici, dirigint-la Michael Leitermeyer.
Posteriorment, entre altres obres del seu amic mort Franz Schubert, en 1841 també va dirigir la Simfonia núm. 5, algunes d'elles amb finalitats caritatives per tal de recaudar diners per a institucions en favor dels orfes i vídues.